# Валгамаа
Валгамаа (ест. Valgamaa або Valga maakond) — повіт в Естонії, розташований в південній частині країни. Адміністративний центр — місто Валга, розташоване на естонсько-латвійському кордоні, утворюючи з латвійським містом Валка по суті єдине місто, розділене кордоном. Повіт складається з 3 волостей.

## Географія
За рельєфом район поділяється на три піднесені частини (на заході височина Сакала, на північному сході — Отепяе, на півдні — Карула) та дві низинні (у центрі низовини Валгаська та річки Вяйке Емайигі, на півдні — Харгласька). На піднесеннях переважає горбисто-моренний ландшафт, на їх околицях і в низинах розповсюджені вкриті лісом зандри і хвилясто-моренний ландшафт. У межах району знаходиться річка Вяйке Емайигі, частини річок Педелі, Ихне, Мустйиги, а також 21 км річки Гауї на південному кордоні. Найвища точка повіту — пагорб Куутсе (217 м) на височині Отепяе.
На території повіту розташовано понад 200 озер. У повіті розташовується частина Каруласького національного парку.

## Населення
Для повіту, як і в цілому для Естонії, характерний природний спад населення. На 1 січня 2006 року в ньому мешкали 34 867 осіб, з яких 46,5 % чоловіки та 53,5 % жінки. Загальний коефіцієнт народжуваності в повіті склав у 2006 році 9,1 ‰, смертності 15,1 ‰, а коефіцієнт природного спаду відповідно — 6,0 ‰. У повіті переважає естонське населення, але є також і російськомовна меншина. Естонці становлять 82,7 % населення, росіяни 12,5 %, українці 1,5 %, фіни, та інші 3,3 % (білоруси, німці, татари, вірмени та інші) 16,6 % знаходяться у віці 0—14 років, працездатне населення 64,6 %, старше 65 років 18,8 %. Густота населення в повіті становить 17 чол./км².

## Адміністративно-територіальний поділ

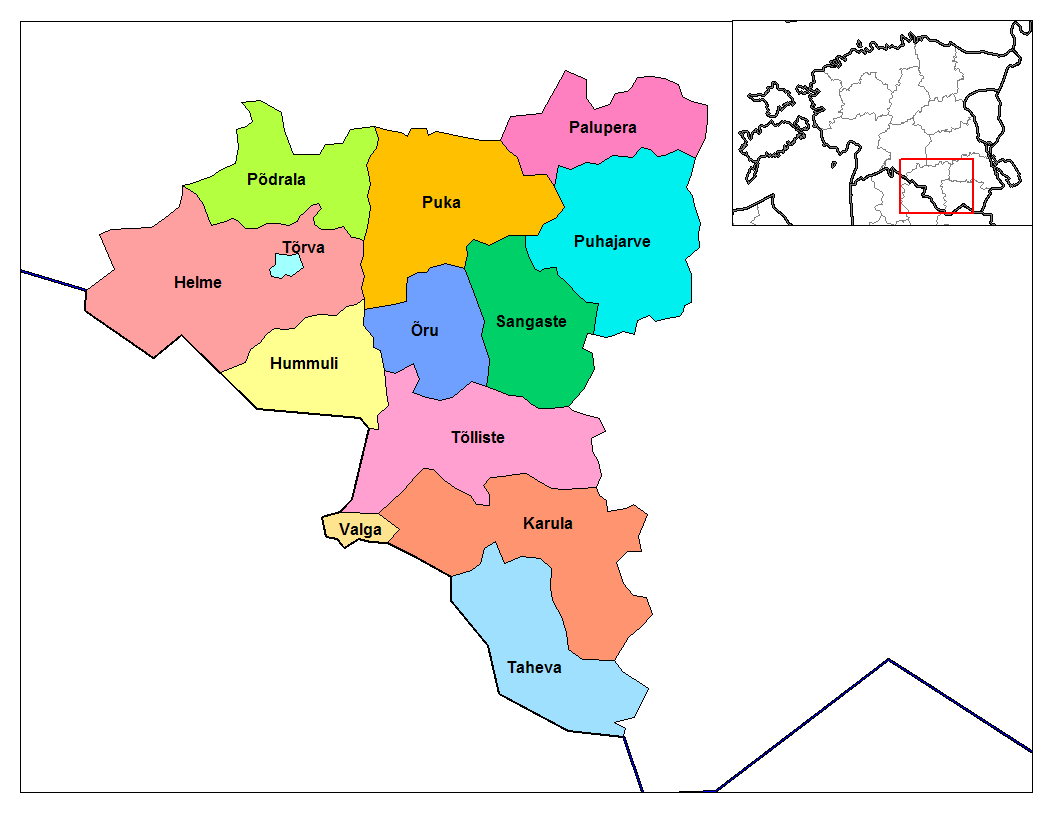
Муніципалітети повіту.

З 2017 року до складу повіту входять 3 волості: Валґа, Отепяе, Тирва. До адміністративної реформи 2017 року повіт поділявся на 13 муніципалітетів: 2 міські та 11 волостей.
Міські муніципалітети
 Валга (ест. Valga)
 Тирва (ест. Tõrva)
Волості
 Иру (ест. Õru vald)
 Карула (ест. Karula vald)
 Отепя (ест. Otepää vald); разом із містом Отепя (ест. Otepää)
 Палупера (ест. Palupera vald)
 Пука (ест. Puka vald)
 Пидрала (ест. Põdrala vald)
 Сангасте (ест. Sangaste vald)
 Тахева (ест. Taheva vald)
 Тиллісте (ест. Tõlliste vald)
 Хельме (ест. Helme vald)
 Хуммулі (ест. Hummuli vald)

## Туризм
У повіті розвинена туристична індустрія, особливо зимові види спорту. Так у місті Отепяе працюють лижні трампліни на Аптечній горі та Техвандиський. Взимку у містечку відкрито три гірськолижні центри, центр мотосаней та гора для катання на сноубордах. Тирва — місце проведення шкільних екскурсій та таборів відпочинку для дітей. Тут багато культурно-історичних та природних пам'яток.

### Пам'ятки
природи
- ландшафтний заказник Отепяе (разом з озером П'юхаярв та пагорбами Вяйке-Мунамягі і Тедремягі) займає територію 232 км² у північно-східній частині повіту[1][2];
- ботанічний заказник Койваський лісолуг і Національний парк Карула (західна частина);

- Гелмеські і Кооркюлаські печери;
- озера Кооркюла;

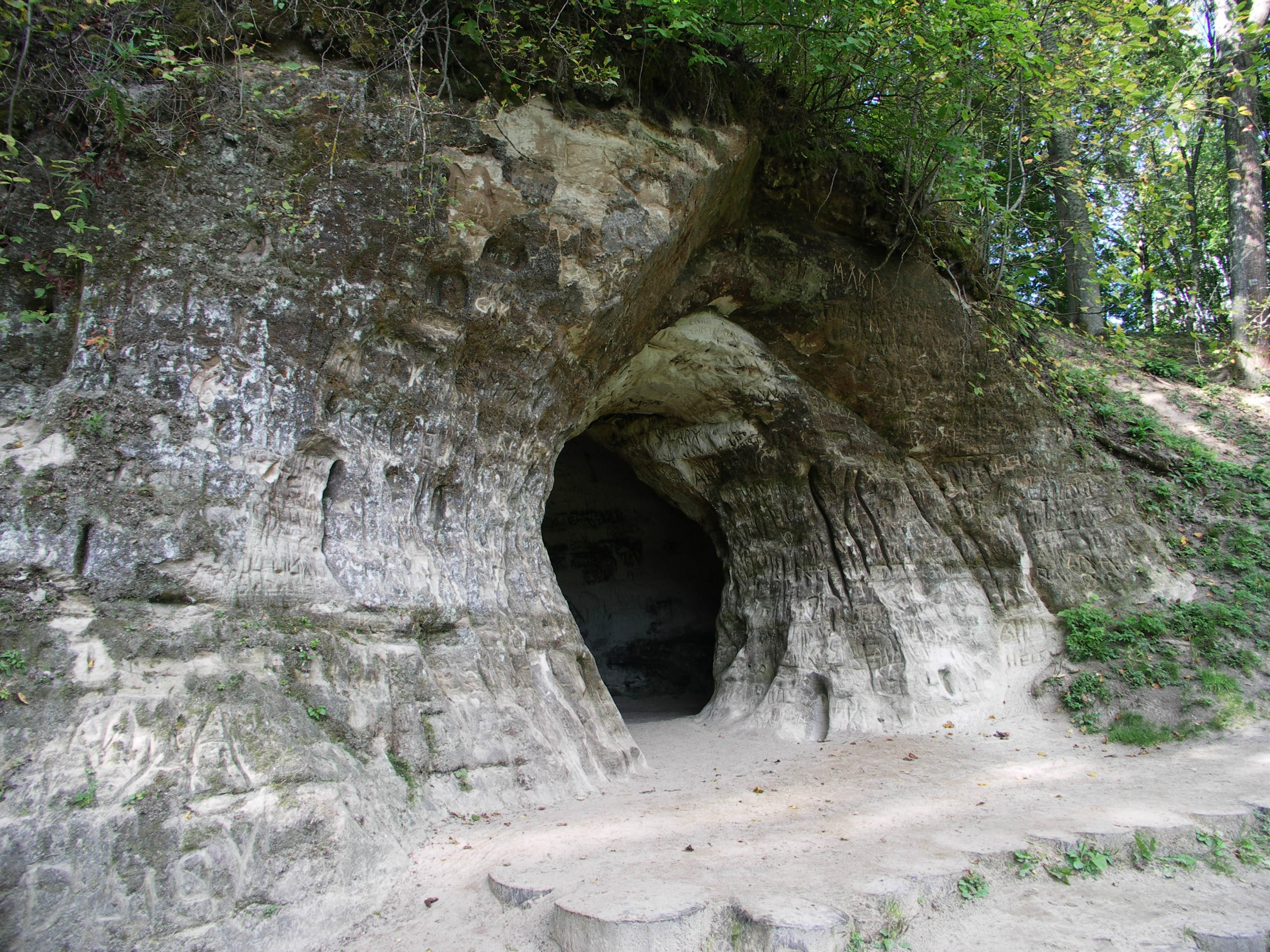
Гелмеські печери

- Аакреське дослідне лісництво в Соонтаґа.

археології
- городища Вооремяги у селі Пікасілла, Ківіваре поблизу селища Пука, Отепяе, Куйгатсі, Сангасте і Тантсумягі у місті Тирві;
- жертовний камінь Ор'яківі у Гелме.

історії
- місце народження поета Фрідріха Кульбарса в Унікюла;
- батьківщина академіка Олександра Міддендорфа і сімейне кладовище у Гелленурме;
- поле битви часів Північної війни в Гуммулі;
- місця повстання 1841 року в Пюгаярве;
- братські кладовища жертв нацизму у Прийметса і радянських воїнів, що загинули під час німецько-радянської війни, у Ійґасте, Пікасілла і Отепяе;
- місця боїв німецько-радянської війни поблизу Санґасте біля річки Вяйке Емайигі.

архітектури
- розвалини Отепяеського (XIII століття) та Гелмеського (XIV—XV століття) замків;
- будинки маєтків поміщиків у селах Рійдая і Гелме (обидва XVIII століття);
- головні будинки і парки маєтків Сангасте у Лоссікюлі (XIX століття) і Тааґепері (1907—1912);
- Яановська церква (1787—1816) і ратуша (1865) у Валзі;
- мавзолей Михайла Барклая-де-Толлі у Йиґевесте (1823);
- розвалини Каруласької церкви (XV століття) у Люллемяе і Гелмеської церкви і капели (XIV століття) у селі Кірікукюла.

|                               |                             |                     |                     |                  |                |                                   |
| розвалини Отепяеського замку. | розвалини Гелмського замку. | будинок у Лоссікюлі | будинок у Тааґепері | Яановська церква | Валзька ратуша | мавзолей Михайла Барклая-де-Толлі |

### Музеї
- Валгазький краєзнавчий музей;
- Гелмеський краєзнавчий музей у селі Кірікукюла;
- Краєзнавчий музей у Отепяеській середній школі.